# Cucullia cyanorea
Cucullia cyanorea är en fjärilsart som beskrevs av Charles Boursin 1942. Cucullia cyanorea ingår i släktet Cucullia och familjen nattflyn. Inga underarter finns listade i Catalogue of Life.